# Narsète Lampronese
Narsète Lampronese in armeno Nersēs Lambronac̣i (Lampro, 1153 – Costantinopoli, 1198) è stato un teologo armeno, dal 1176 fu arcivescovo di Tarso. Nipote di Narsete Claiense, fu autore di versi e di commenti su testi religiosi. Si ricorda in particolare un discorso, in favore ad una unione con la Chiesa greca, che nel 1179 venne letto durante il sinodo di Hrom-Klah.